# Aéroport de Berlin-Tempelhof
 (octobre 2019).
L'aéroport international de Berlin-Tempelhof (code IATA : THF • code OACI : EDDI) était l'un des aéroports de Berlin. Il était situé dans le quartier de Tempelhof dans l'arrondissement de Tempelhof-Schöneberg. C'était le plus petit des trois aéroports berlinois. Il est fermé depuis le 30 octobre 2008 et depuis le 8 mai 2010, il est reconverti en un immense parc, le champ de Tempelhof.
Le terrain sur lequel il est construit a une forme ovale avec deux pistes d'atterrissage et est bordé par un complexe de bâtiments dont les plans devaient représenter l'aigle des armoiries de l'Allemagne: les hangars en demi-cercle mesurant 1 230 m de long formant les ailes déployées de l'oiseau.
Cet aéroport a servi de modèle pour de nombreux aéroports par la suite, son organisation avant-gardiste attribuant des niveaux distincts pour les départs, les arrivées et le fret.

## Historique

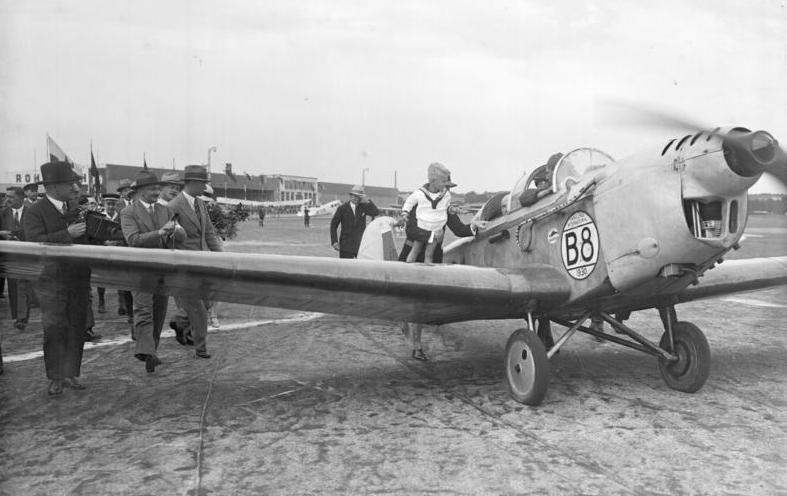
L'aéroport de Berlin-Tempelhof en 1930.

Créé en 1923, c'est, jusqu'à sa fermeture, le plus ancien aéroport commercial au monde et le premier à être desservi par un métro, en 1927. Durant la phase de réaménagement de Berlin sous la direction d'Albert Speer, le Troisième Reich décide en 1934 de remplacer l'aérogare. Le nouveau projet est réalisé par Ernst Sagebiel. Les travaux se déroulent entre 1936 et 1941.
Pendant la Seconde Guerre mondiale, Tempelhof accueille un camp de prisonniers composé de vingt baraquements entourés de barbelés. Les prisonniers travaillent à la construction d'avions civils et militaires.
Lors de la guerre froide, au moment du blocus de Berlin entre 1948 et 1949, Tempelhof est l'un des aéroports utilisés par les Américains et les Britanniques. Un pont aérien est mis en place vers l'aéroport pour acheminer le ravitaillement à Berlin-Ouest malgré le blocus. Les Berlinois appelaient ces appareils acheminant la nourriture les « bombardiers de friandises » (Rosinenbomber). Des vivres, du charbon et même une centrale électrique en pièces détachées sont livrés de cette manière à Berlin-Ouest. Pour y accéder, les avions occidentaux ont l'obligation de suivre les couloirs aériens de Berlin-Ouest.

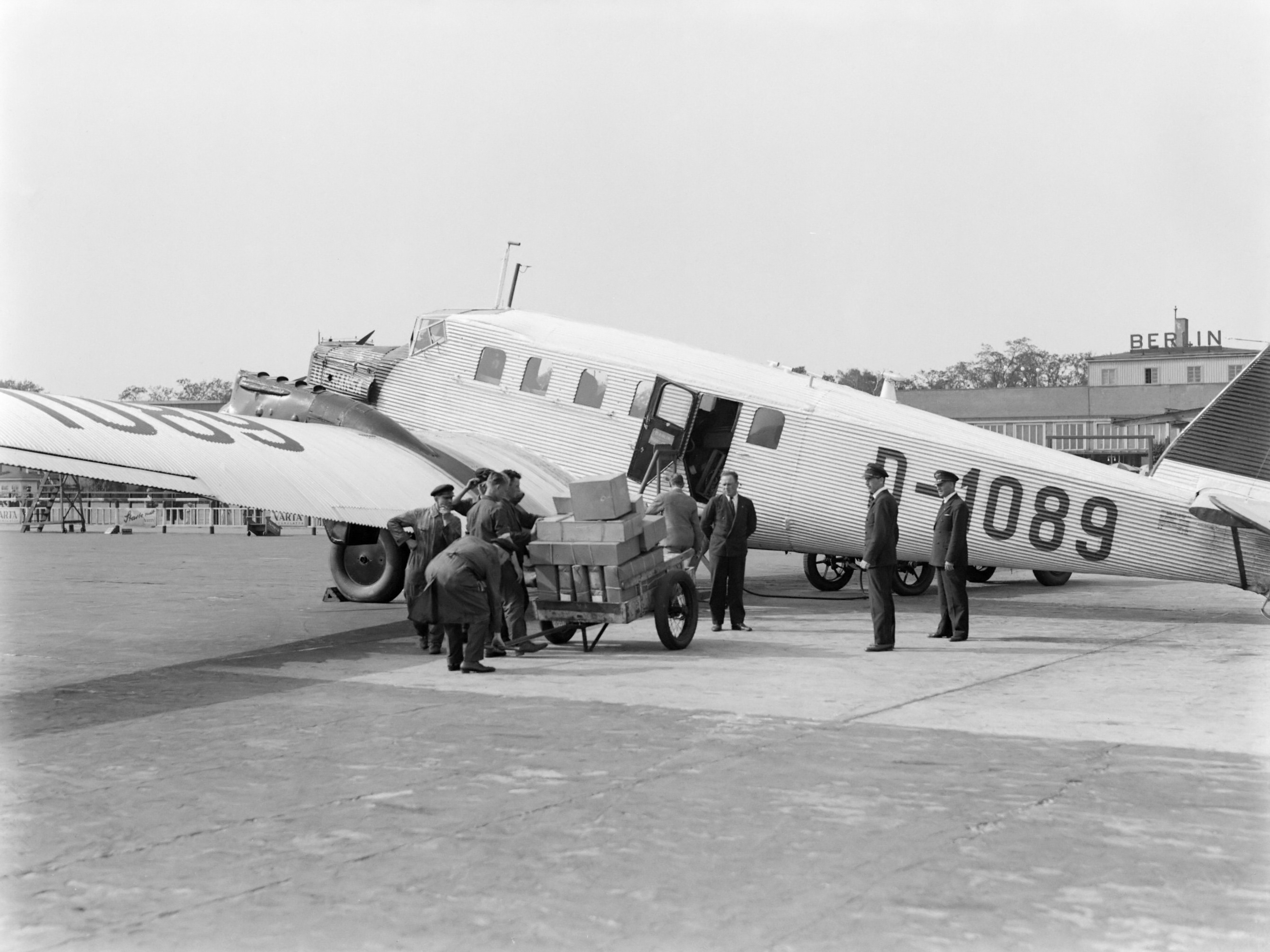
Photographié en 1934 à Tempelhof par Willem van de Poll et embarquant du fret, le Junkers G 24 D-1089 Hestia de la compagnie aérienne Lufthansa, avant un vol pour Varsovie.

Tempelhof accueille jusqu'à six millions de passagers par an, jusque dans les années 1970, capitalisant notamment sur la facilité du transport aérien par rapport aux difficultés administratives du transport terrestre entre la République fédérale d'Allemagne et Berlin-Ouest. À partir de 1972, les conditions de transport terrestre se simplifient dans le contexte de la détente et le nombre de passagers commence à décroître, tandis que le premier choc pétrolier de 1973 remet en cause le modèle économique de l'aéroport.
En 1975, la Pan Am et British Airways déplacent leur desserte de Berlin vers le tout nouvel aéroport de Tegel, et Tempelhof devient un aéroport quasi abandonné, utilisé essentiellement par l'armée américaine. Un trafic passager limité est remis en place dans les années 1980 pour délester Tegel, déjà saturé.
En 2007, l'aéroport ne voit plus passer que 350 181 passagers et a perdu 115 millions d'euros en dix ans. Les Boeing 747 et Lockheed C-5 Galaxy sont les plus gros avions à s'y être posés.
Le 26 juin 2010, un Socata TB 10 Tobago privé effectue un atterrissage d'urgence sur une piste de l'aéroport de Tempelhof, alors que celui-ci est déjà fermé. L'avion avait subi une panne de moteur et son pilote était à la recherche d'une zone libre. Après consultation du contrôle aérien de l'aéroport international de Schönefeld, l'atterrissage de cet appareil en détresse fut autorisé à Tempelhof. L'avion est occupé par trois personnes et vient de l'aéroport de Tegel. Les visiteurs du « Tempelhofer Park » dégagent le terrain et l'atterrissage du TB 10 ne fait aucun blessé.

## Statistiques
Pour des raisons techniques, il est temporairement impossible d'afficher le graphique qui aurait dû être présenté ici.

Voir la requête brute et les sources sur Wikidata.

## Fermeture
La fermeture de Tempelhof est plusieurs fois repoussée, notamment parce qu'un certain nombre de Berlinois ainsi que SN Brussels Airlines y sont défavorables.
Un référendum à caractère consultatif sur l'avenir du site se tient le 27 avril 2008. Cependant, si environ 60 % des suffrages exprimés s'opposent à la fermeture de l'aéroport, le chiffre de participation minimal de 25 % n'est pas atteint, et les autorités berlinoises ne s'estiment donc pas liées par les résultats.
Tempelhof est donc fermé le 30 octobre 2008. Le trafic est dévié dans un premier temps vers Tegel, puis vers l'aéroport international de Berlin-Schönefeld, agrandi pour l'occasion.

## Reconversion

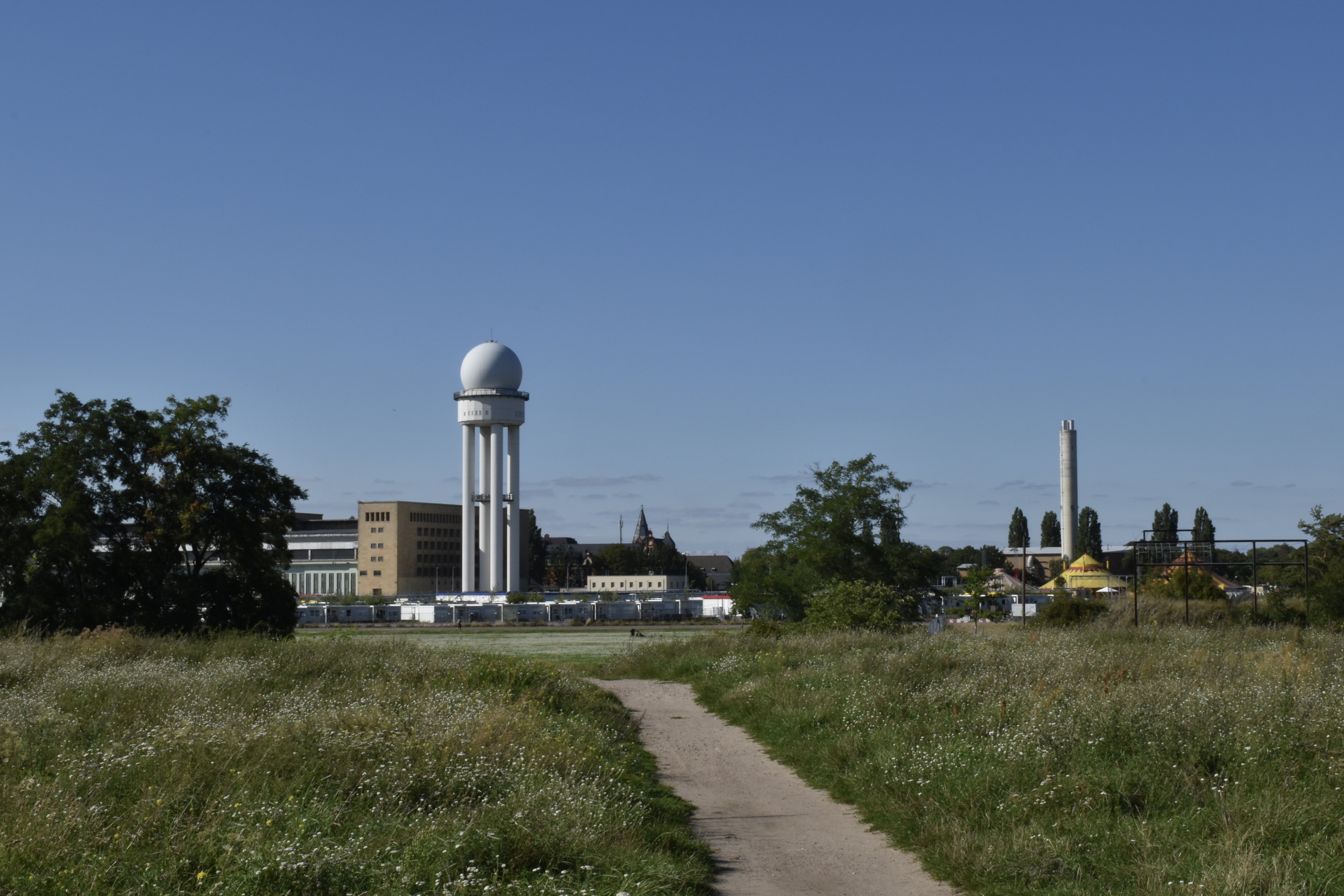
Paysage depuis l'intérieur de la friche de l'aéroport en 2023.

Le samedi 8 mai 2010, jour commémorant le 65e anniversaire de la capitulation du Troisième Reich, le lieu rouvre au public sous forme d'un immense parc et espace public, le champ de Tempelhof. D'une superficie de 380 hectares, il est plus vaste que Central Park à New York. Sa vocation d'espace public et non construit est confirmée en 2014, les Berlinois rejetant à 65 % par référendum un plan du gouvernement de Berlin visant à construire des logements et commerces sur le site.
Un circuit de sport automobile y est également en cours de construction, qui devrait accueillir le Deutsche Tourenwagen Masters (DTM) et la Formule E,. À l'automne 2015, une partie des hangars de l'aéroport ont été transformés en logements provisoires pour environ 7 000 réfugiés. En 2016, le gouvernement de Berlin autorise la construction de logements supplémentaires pour les réfugiés sur le site et annonce son intention de cesser d'utiliser les hangars à cette fin durant l'année 2017. Ces deux annonces sont controversées, car la construction de nouveaux logements à Tempelhof va à l'encontre des résultats du référendum de 2014.

## Dans la fiction

### Au cinéma
- La Mort dans la peau (film, 2004)[11].
- THF : Central Airport (film, 2018, de Karim Aïnouz)
- Mes funérailles à Berlin - Funeral in Berlin (film, 1966 de Guy Hamilton)

### Jeux vidéo
Dans la campagne du jeu Call of Duty: Vanguard sorti en 2021, l'aéroport est le théâtre de la dernière mission, Le Quatrième Reich.

### Bande-dessinée
Dans le premier album d'Hergé paru en 1929, Tintin au pays des Soviets, Tintin revenant d'URSS en avion atterrit à l'aéroport de Berlin-Tempelhof.

## Galerie

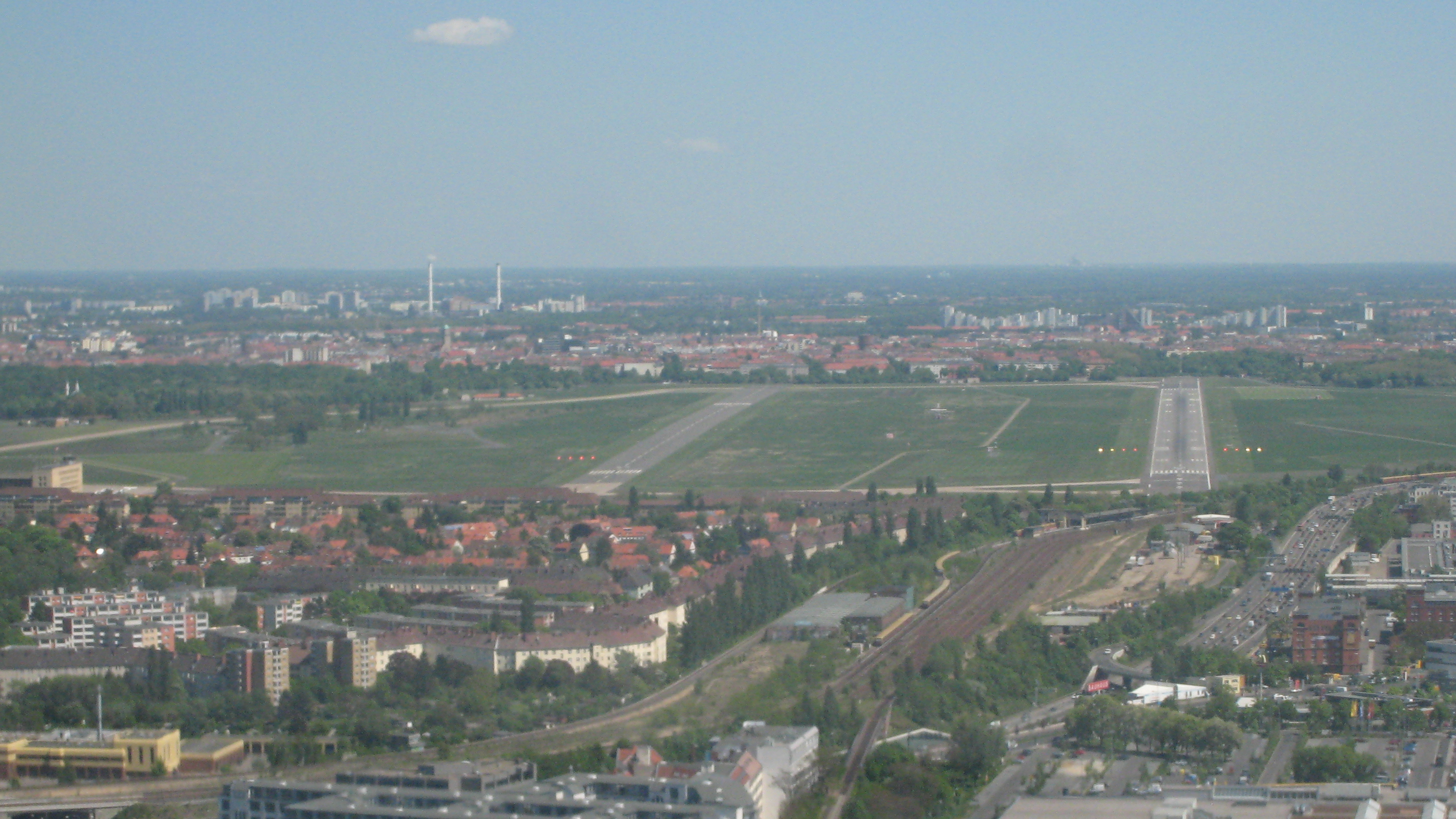
Vue générale de l'aéroport en approche finale sur la piste 09R.
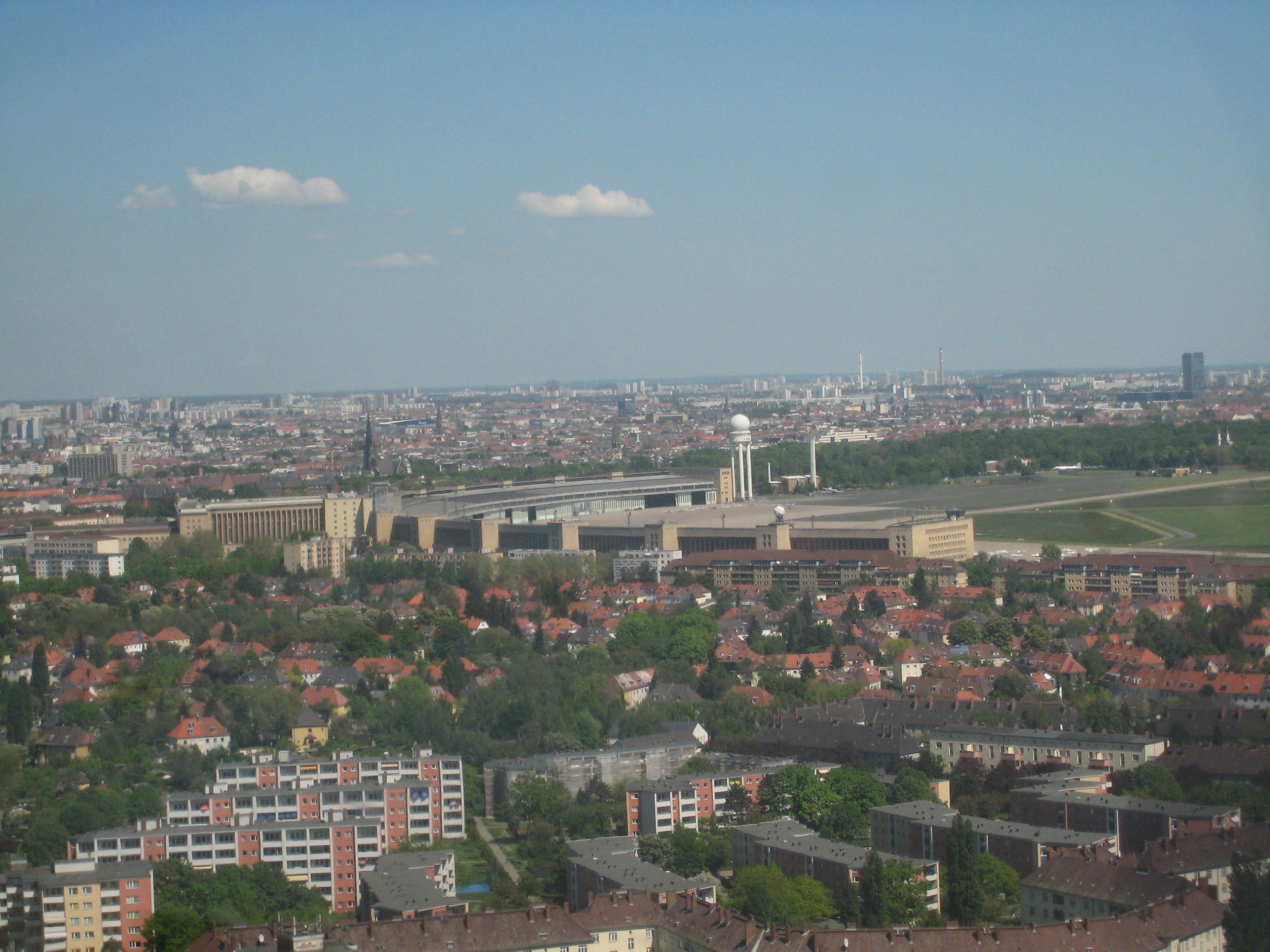
Aérogare vue d'avion.
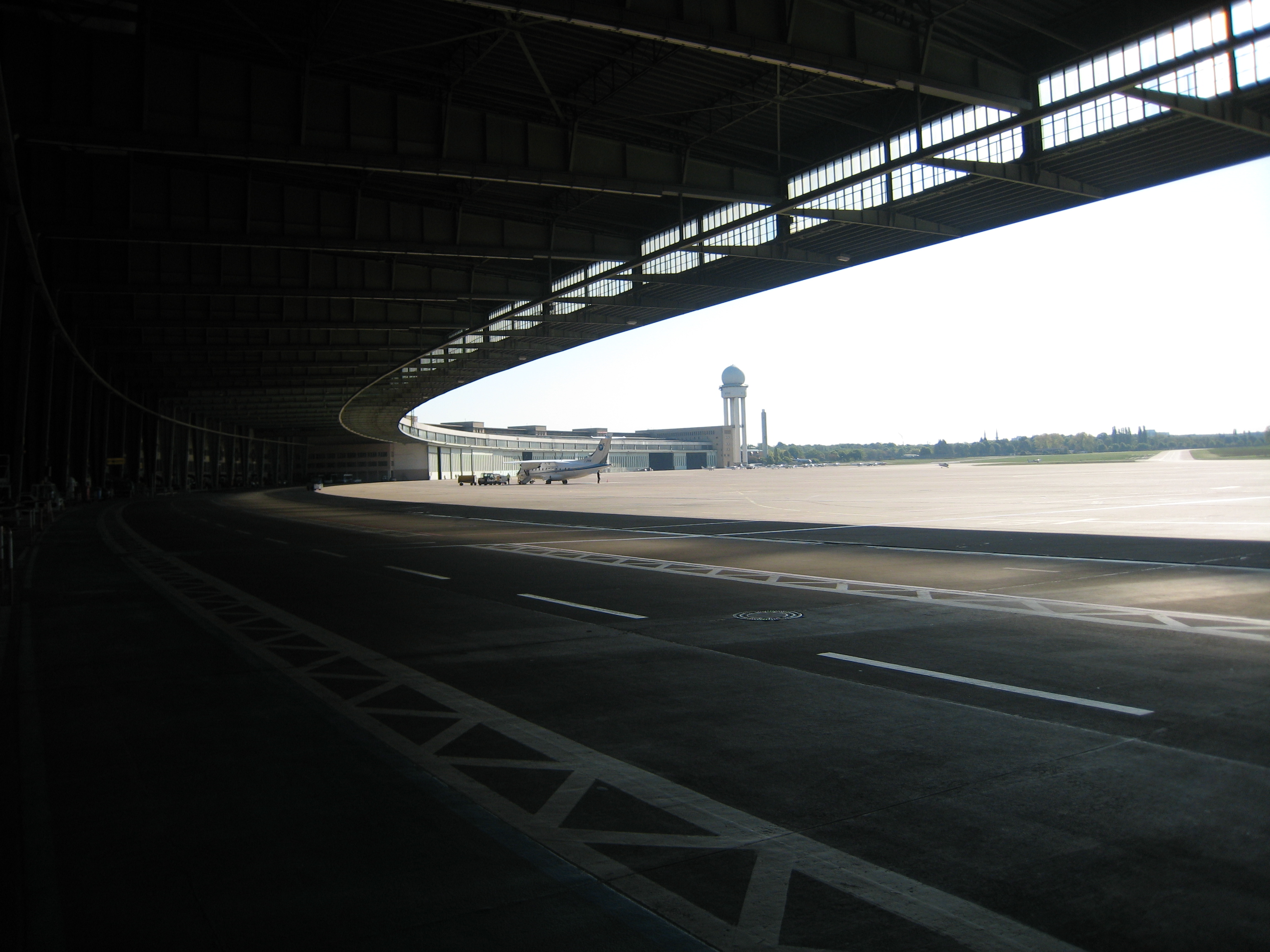
Parking des avions (côté nord).
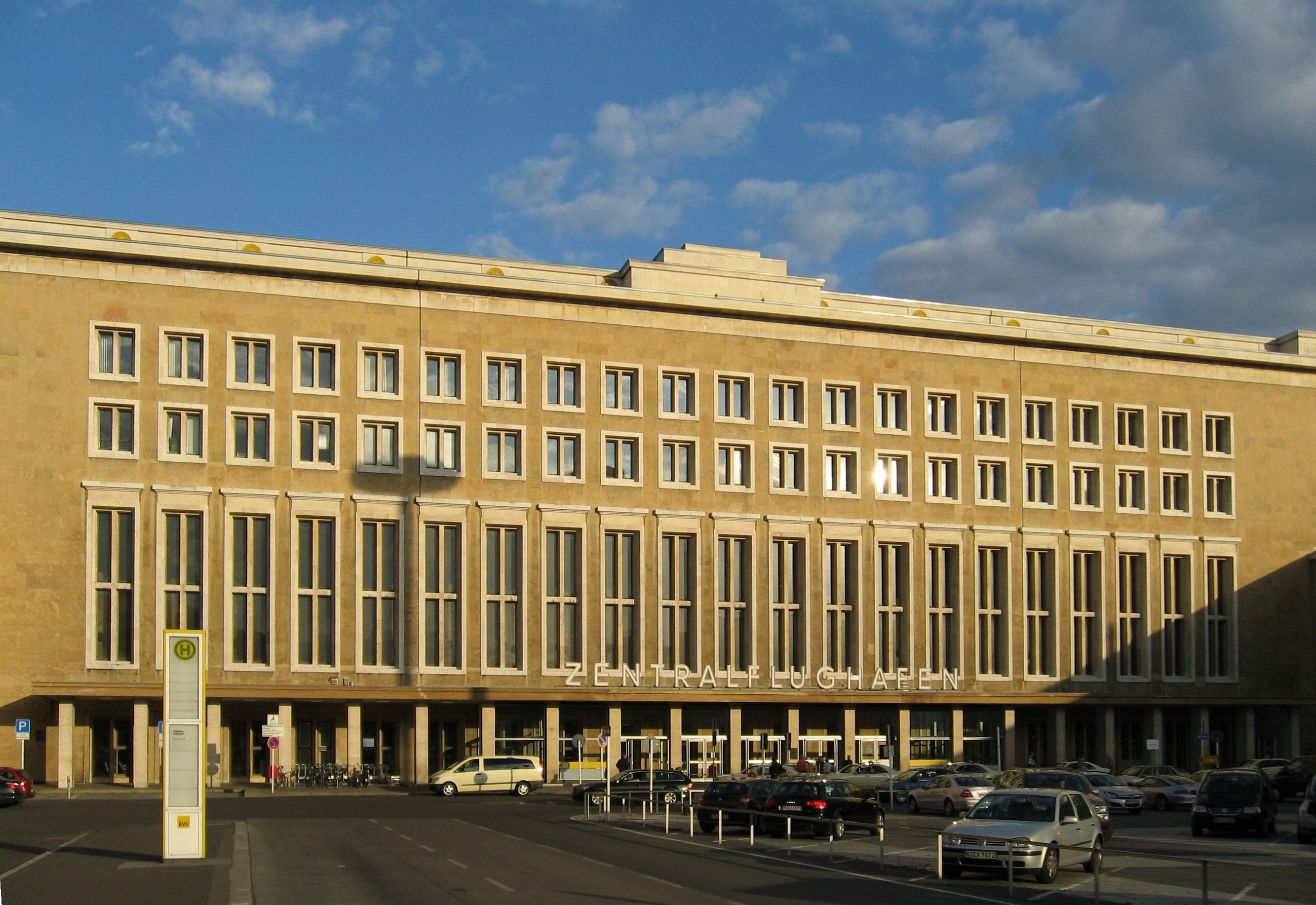
Façade de l'aéroport.
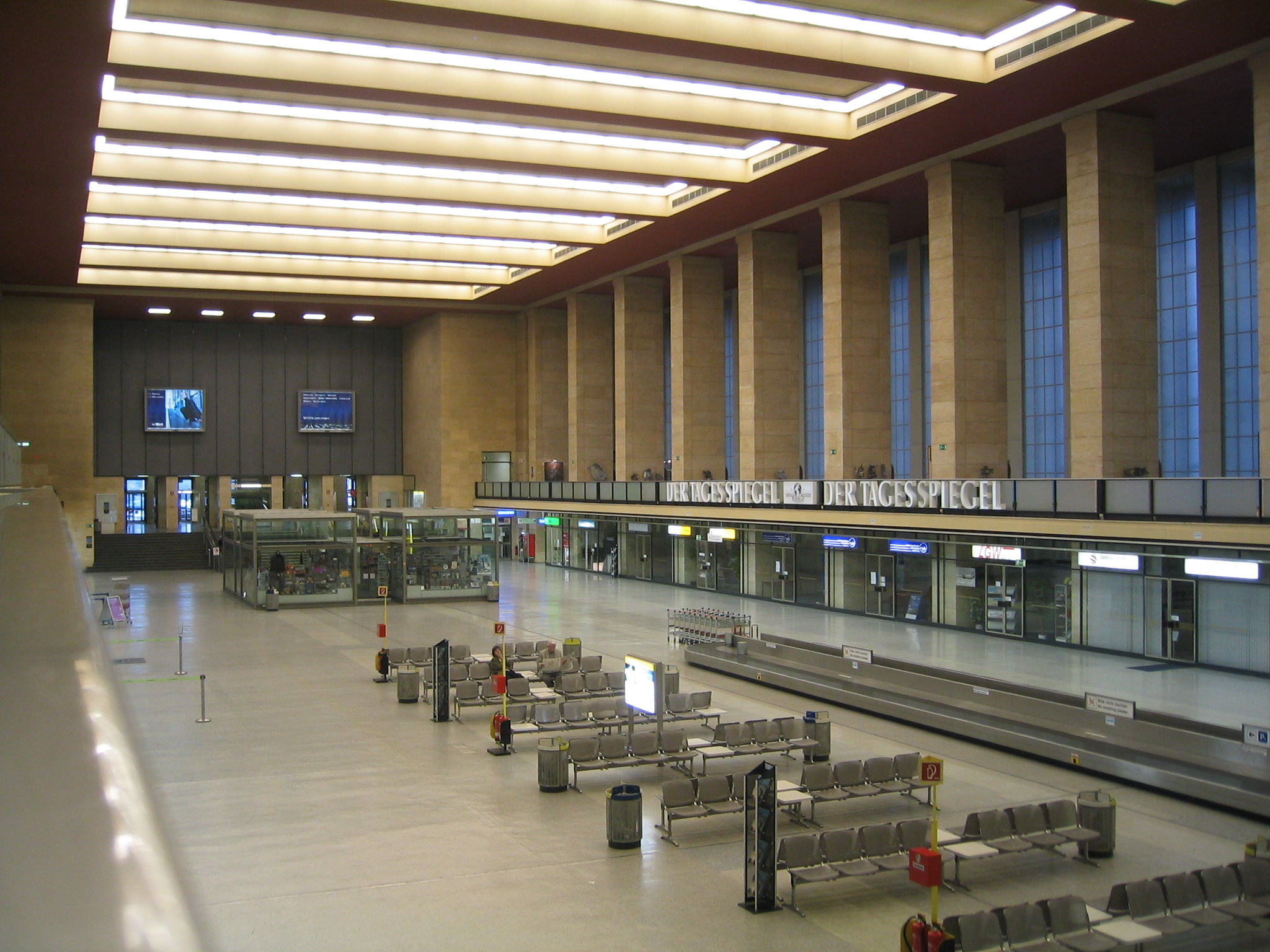
Le grand hall de l'aéroport en 2006.
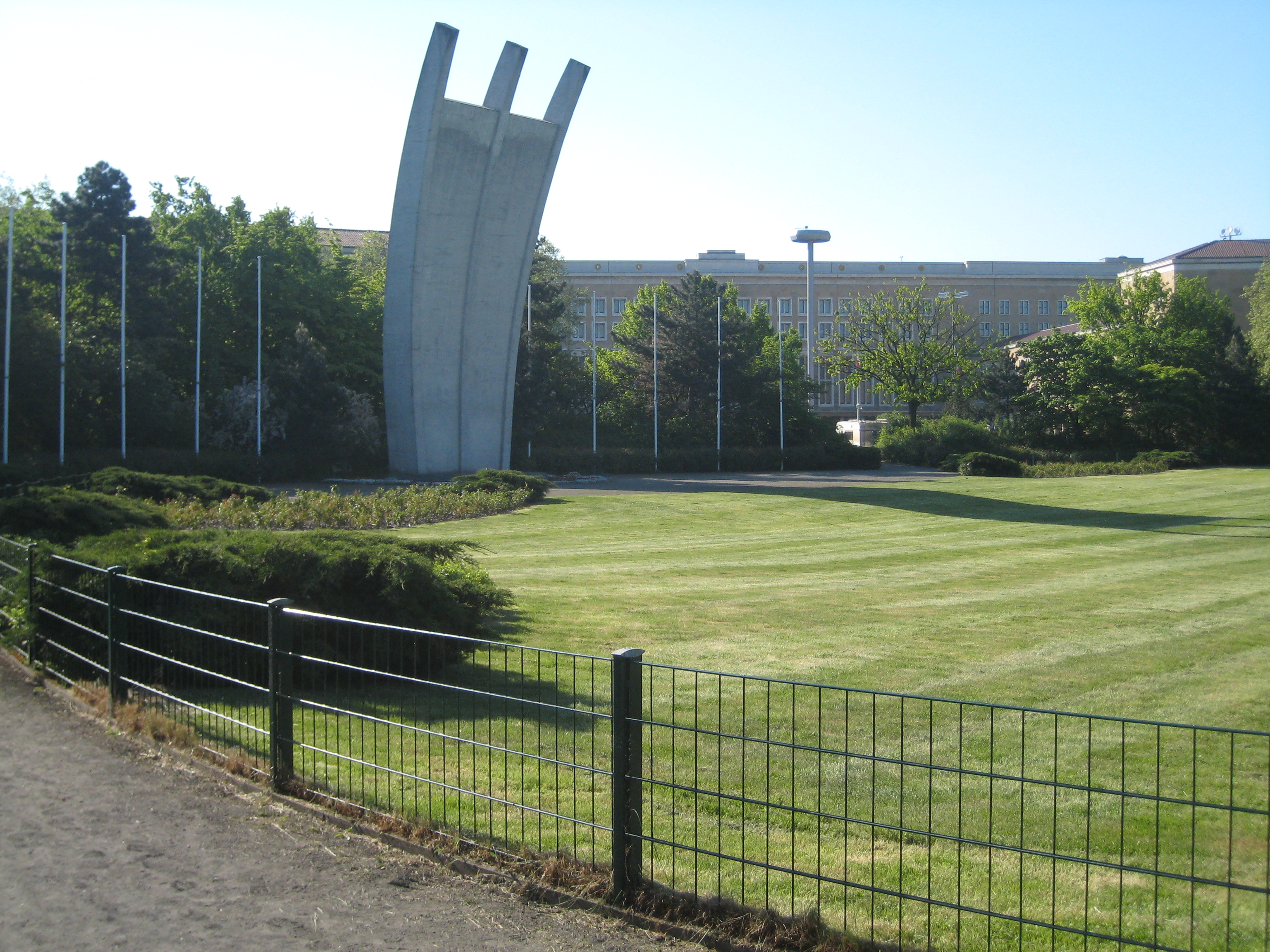
Monument commémorant le pont aérien.
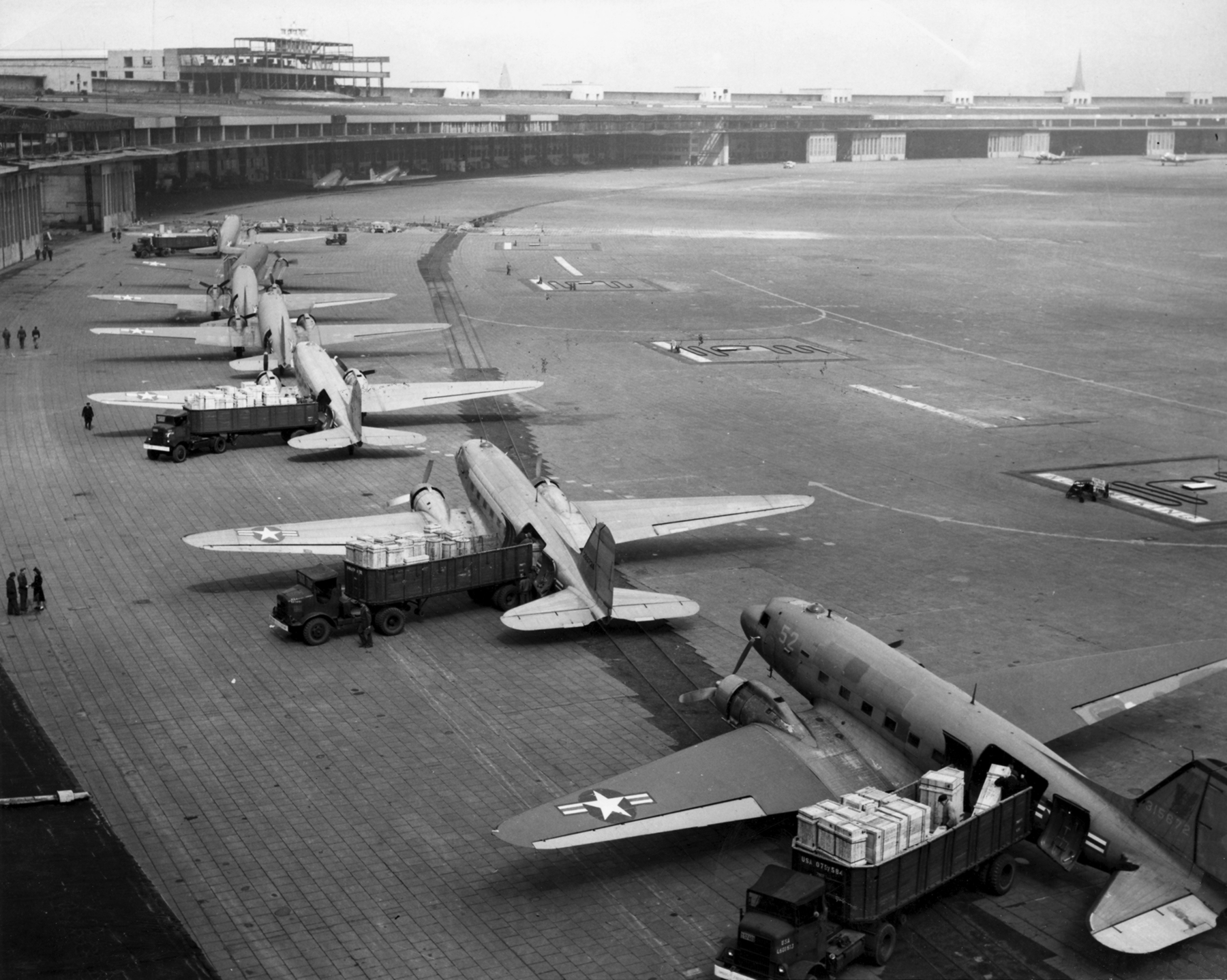
Douglas C-47 en 1948.
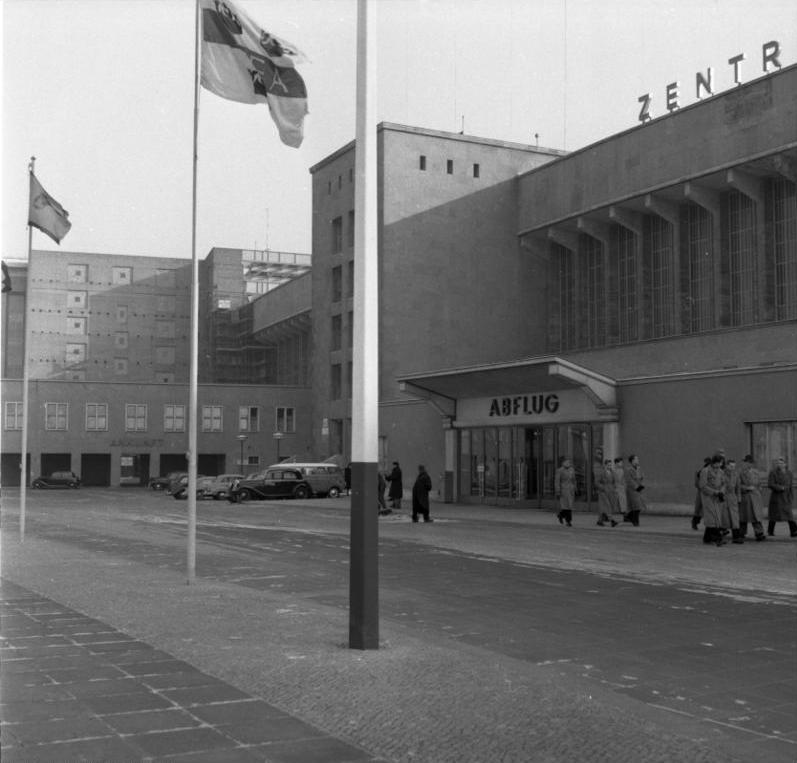
L'aéroport en 1954.
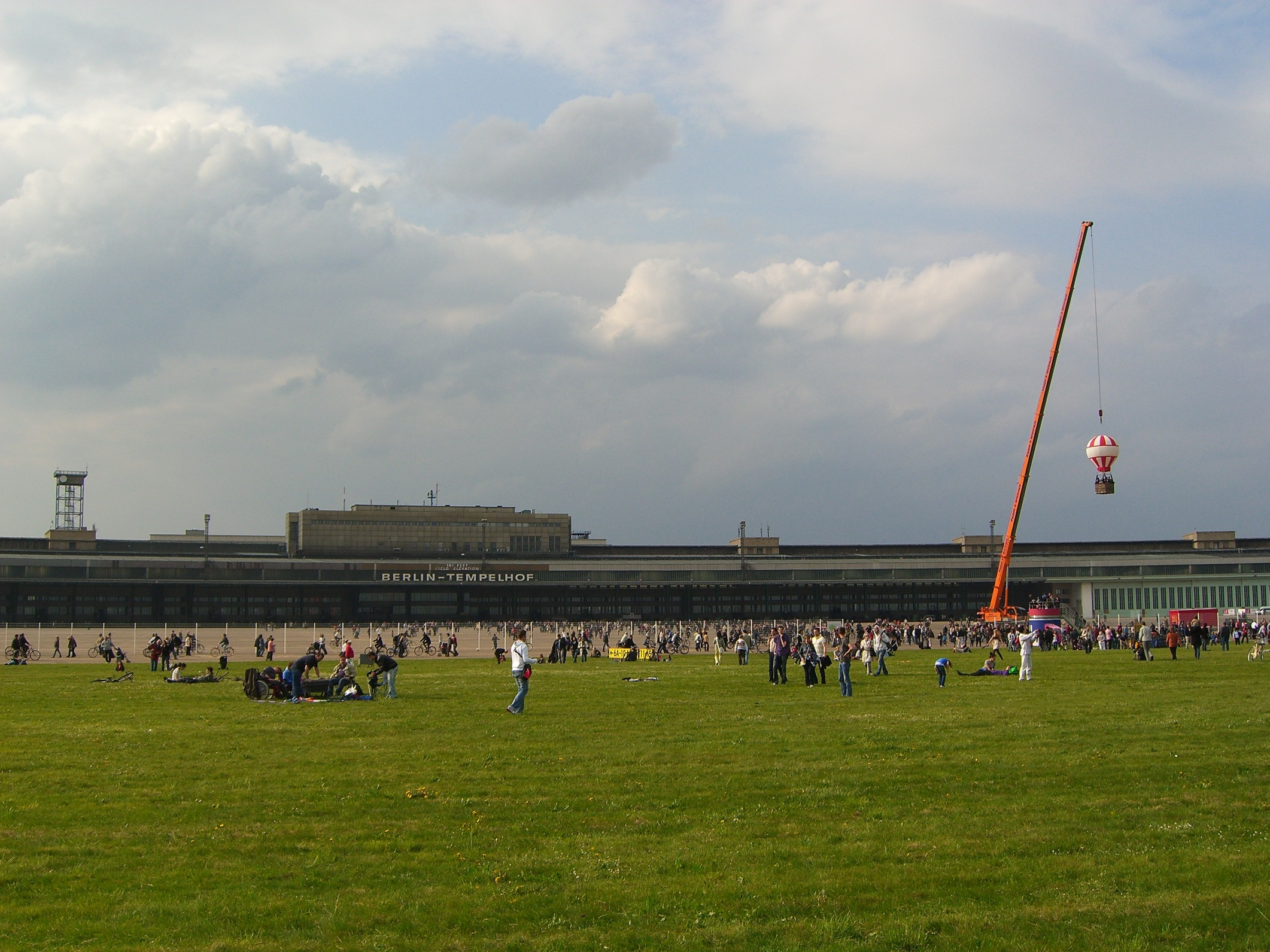
Le parc aujourd'hui.
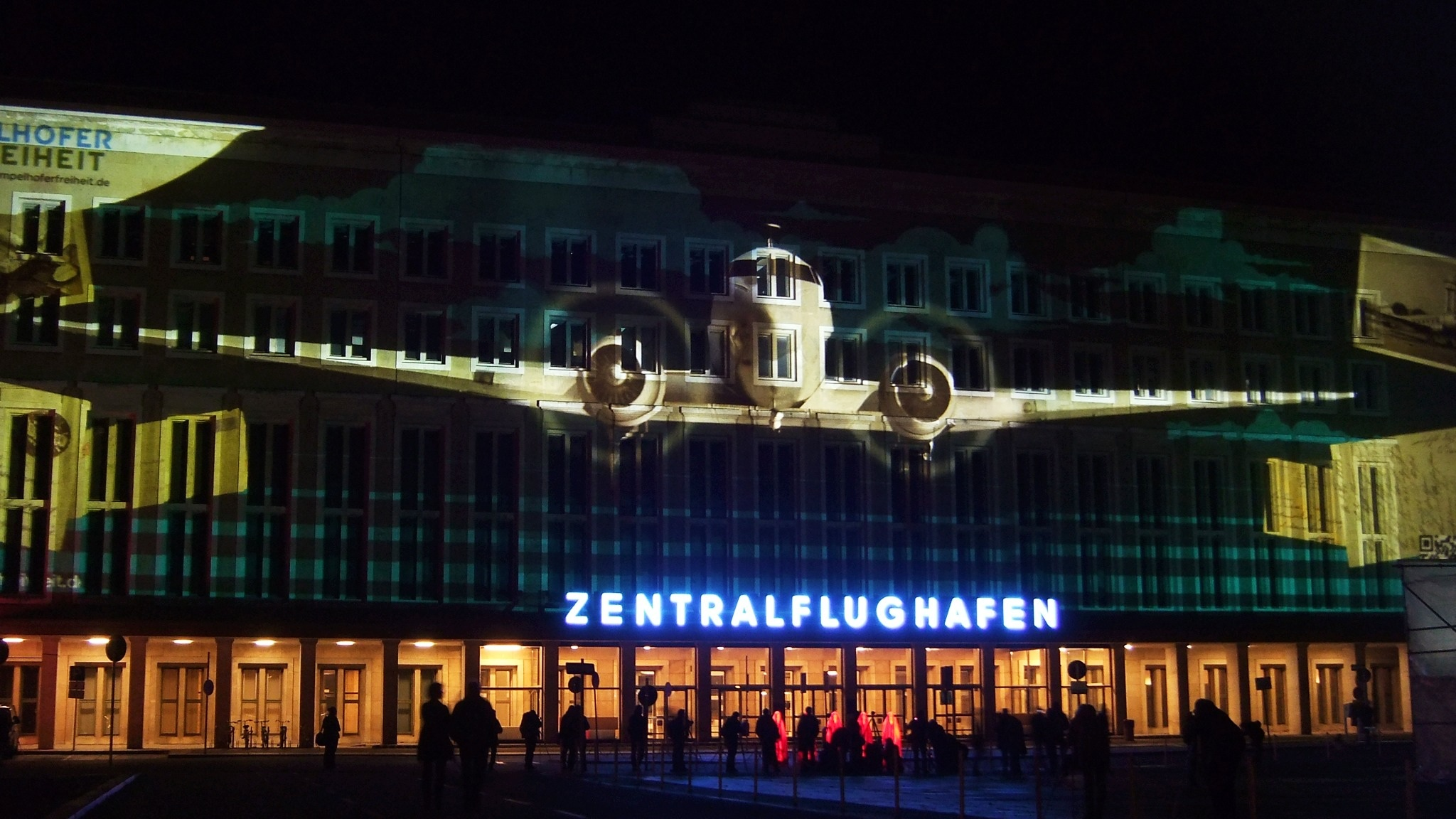
Tempelhof la nuit.
Aéroports de Berlin.

## Sources
- Articles publiés à l'occasion du référendum du 27 avril 2008 dans : La Libre Belgique, Stéphanie Pichon, « Les Berlinois n'ont pas sauvé Tempelhof, aéroport mastodonte », sur Rue89, nouvelobs.com, 27 avril 2008, Le Figaro et 7 sur 7

## Documentaires télévisés
- Les bunkers secrets d'Hitler, de George Pagliero, sur National Geographic.
- milieu du 6e épisode : Un bunker dans Berlin de la série Nazi Mégastructures, sur National Geographic.